# PRSS37
PRSS37 (англ. Protease, serine 37) – білок, який кодується однойменним геном, розташованим у людей на 7-й хромосомі. Довжина поліпептидного ланцюга білка становить 235 амінокислот, а молекулярна маса — 26 445.
| 10         |  | 20         |  | 30         |  | 40         |  | 50         |
| ---------- |  | ---------- |  | ---------- |  | ---------- |  | ---------- |
| MKYVFYLGVL |  | AGTFFFADSS |  | VQKEDPAPYL |  | VYLKSHFNPC |  | VGVLIKPSWV |
| LAPAHCYLPN |  | LKVMLGNFKS |  | RVRDGTEQTI |  | NPIQIVRYWN |  | YSHSAPQDDL |
| MLIKLAKPAM |  | LNPKVQPLTL |  | ATTNVRPGTV |  | CLLSGLDWSQ |  | ENSGRHPDLR |
| QNLEAPVMSD |  | RECQKTEQGK |  | SHRNSLCVKF |  | VKVFSRIFGE |  | VAVATVICKD |
| KLQGIEVGHF |  | MGGDVGIYTN |  | VYKYVSWIEN |  | TAKDK      |  |            |

A: Аланін

C: Цистеїн

D: Аспарагінова кислота

E: Глутамінова кислота

F: Фенілаланін

G: Гліцин

H: Гістидин

I: Ізолейцин

K: Лізин

L: Лейцин

M: Метіонін

N: Аспарагін

P: Пролін

Q: Глутамін

R: Аргінін

S: Серин

T: Треонін

V: Валін

W: Триптофан

Секретований назовні.